# Стрелков, Николай Михайлович (Герой Советского Союза)
Никола́й Миха́йлович Стрелко́в (20 июля 1916, Псковская губерния — 23 января 1997, Санкт-Петербург) — советский офицер, участник Великой Отечественной войны, Герой Советского Союза (31.05.1945). Полковник.

## Биография
Николай Стрелков родился 20 июля 1916 года в деревне Засеново (ныне — Куньинский район Псковской области). Окончил среднюю школу и первый курс Ленинградского электротехнического института имени В. И. Ульянова (Ленина). 
В 1938 году был призван на службу в Рабоче-крестьянскую Красную Армию. Служил в парашютной бригаде Киевского особого военного округа. Участвовал в Польском походе и Советско-финляндской войне. С начала Великой Отечественной войны в звании старшего сержанта — на её фронтах. Воевал на Северо-Западном и Волховском фронтах, в боях четыре раза был ранен. В 1942 году окончил курсы младших лейтенантов 2-й ударной армии. С декабря 1942 года воевал в 372-й стрелковой дивизии 2-й ударной армии, отличился в операции «Искра» по прорыву блокады Ленинграда. В 1943 году его вновь направили учиться, в 1944 году он окончил курсы «Выстрел».
К апрелю 1945 года капитан Николай Стрелков командовал 1-м мотострелковым батальоном 19-й механизированной бригады 1-го механизированного корпуса 2-й гвардейской танковой армии 1-го Белорусского фронта. Отличился во время Берлинской операции; 16-23 апреля 1945 года батальон Стрелкова успешно прорвал четыре укреплённых рубежа обороны противника и ворвался в пригород Берлина Мальхов. За последующие сутки он активно участвовал в зачистке районе Тегель, освободив три концентрационных лагеря, где содержалось около 3700 военнопленных, и военный завод, где было захвачено 48 полностью исправных артиллерийских орудий. Всего же в ходе Берлинской операции батальон Стрелкова уничтожил 10 танков и штурмовых орудий, около 1500 солдат и офицеров противника.
Указом Президиума Верховного Совета СССР от 31 мая 1945 года за «мужество и героизм, проявленные в борьбе с немецкими захватчиками» капитан Николай Стрелков был удостоен звания Героя Советского Союза с вручением ордена Ленина и медали «Золотая Звезда» за номером 5851.
После окончания войны Стрелков продолжил службу в Советской Армии — в 1954 году окончил Военную академию бронетанковых и механизированных войск имени И. В. Сталина. В 1971 году полковник Н. М. Стрелков был уволен в запас. 
Жил в Санкт-Петербурге, работал в Ленинградском институте авиационного приборостроения.
Скончался 23 января 1997 года, похоронен на Волковском православном кладбище Санкт-Петербурга.
Был также награждён двумя орденами Красного Знамени (5.03.1945, 13.04.1945), орденом Отечественной войны 1-й степени (11.03.1985), двумя орденами Красной Звезды (29.01.1943, 5.11.1954), медалью «За боевые заслуги» (20.06.1949), медалью «За оборону Ленинграда», медалью «За освобождение Варшавы», медалью «За взятие Берлина», рядом других медалей и орденом ГДР.